# Barrio del Cajón
Barrio del Cajón är en ort i Mexiko.   Den ligger i kommunen Toluca och delstaten Mexiko, i den sydöstra delen av landet, 60 km väster om huvudstaden Mexico City. Barrio del Cajón ligger 2 597 meter över havet och antalet invånare är 1 242.
Terrängen runt Barrio del Cajón är huvudsakligen platt, men söderut är den kuperad. Runt Barrio del Cajón är det tätbefolkat, med 683 invånare per kvadratkilometer. Närmaste större samhälle är Toluca, 11,5 km söder om Barrio del Cajón. Trakten runt Barrio del Cajón består till största delen av jordbruksmark.